# سوته‌دلان
سوته‌دِلان فیلمی ایرانی محصول ۱۳۵۶ خورشیدی، درام عاشقانه و به کارگردانی و نویسندگی علی حاتمی، تهیه‌کنندگی علی عباسی و بازی بهروز وثوقی است. سوته‌دلان فیلمی رنگی (ایستمن‌کالر) و ۳۵ میلی‌متری است.
موضوع این فیلم داستان یک خانواده قدیمی تهران را بیان می‌کند که در آن جمشید مشایخی به عنوان برادر بزرگ خانواده سرپرستی خانواده را بر عهده دارد و بهروز وثوقی برادر کوچک‌تر که دچار اختلالات ذهنی است نیز در این خانواده زندگی می‌کند او مورد عنایت برادر بزرگتر خود است.
این فیلم مانند سایر فیلم‌های علی حاتمی بر مبنای موضوعات اخلاقی است و سعی در اصلاح نگرش‌های غلط جامعه ایران در زمینه‌های مختلف اخلاقی دارد. به عنوان مثال برادر بزرگتر (حبیب) در این فیلم، شخصی درستکار و از خود گذشته است، اما در این خصوصیات طریق افراط را در پیش گرفته و آنقدر به برادر کوچکتر خود (مجید) پرداخته که دیگران را از یاد برده است و حتی در طول فیلم دیده می‌شود که اینهمه توجه او به مجید به ضرر مجید تمام می‌شود. زمانی حبیب متوجه افراط و تفریط خود می‌شود که کار از کار گذشته است.
این فیلم در نظرسنجی منتقدان و نویسندگان ماهنامه سینمایی فیلم به عنوان یکی از بهترین فیلم‌های تاریخ سینمای ایران انتخاب شده است.

## خلاصه داستان
حبیب آقا ظروفچی (جمشید مشایخی)، کاسب خوش‌نامی است که در پیرانه سری ازدواج نکرده و زندگی‌اش را وقف مادر (رقیه چهره آزاد) و برادر ناتنی‌اش مجید (بهروز وثوقی) کرده است. برادر دیگرش کریم (سعید نیکپور) که پرنده‌باز است با همسرش زینت سادات (آتش خیر) و فروغ‌الزمان (فخری خوروش) که سال‌هاست به پای حبیب آقا نشسته با آن‌ها زندگی می‌کند. مجید که عقل سالمی ندارد و در مغازه حبیب آقا کار می‌کند و ظروف کرایه را به مجلس عزا و شادمانی می‌برد دل‌باخته دختری است که عکس‌اش را در ویترین یک عکاس خانه دیده است. حبیب آقا به امید شفا یافتن او را به امامزاده داوود می‌برد.
چندی بعد مجید از نو به یک بلیط فروش سینما دل می‌بندد و از خانه گریزان می‌شود. حبیب آقا او را می‌یابد و به توصیه یکی از اقوام دارو فروش (اکبر مشکین) تصمیم می‌گیرد زنی را در کنار او بگمارد تا شاید در بهبود وضع روحی مجید مؤثر واقع شود.
حبیب آقا به واسطه همان دوست دوا فروشش و شخصی موسوم به دکتر (جهانگیر فروهر) که پااندازی می‌کند، زنی خودفروش به نام اقدس (شهره آغداشلو) را در ظاهر زنی نجیب به خانه می‌آورد و مجید و اقدس مهر یکدیگر را به دل می‌گیرند و به رغم مخالفت حبیب آقا، ازدواج و در خانه‌ای دورافتاده زندگی می‌کنند. مجید از زبان حبیب آقا از گذشته اقدس مطلع و حالش وخیم می‌شود، و از حبیب آقا می‌خواهد که او را به امامزاده برساند اما در میانه راه می‌میرد. آخرین دیالوگ فیلم را حبیب برادر بزرگ در حالیکه دست در دستان مجید دارد می‌گوید: (همهٔ عمر دیر رسیدیم)

## بازیگران، نقش‌ها، صداپیشگان
| بازیگران         | نقش‌ها                 | صداپیشگان       |
| ---------------- | --------------------- | --------------- |
| بهروز وثوقی      | مجید دو کله           | منوچهر اسماعیلی |
| شهره آغداشلو     | اقدس                  | نجمی فروهی      |
| جمشید مشایخی     | حبیب آقا ظروفچی       | چنگیز جلیلوند   |
| فخری خوروش       | فروغ‌الزمان            | زهره شکوفنده    |
| جهانگیر فروهر    | دکتر                  | ناصر طهماسب     |
| سعید نیک‌پور      | کریم ظروفچی           | ناصر طهماسب     |
| آتش خیر          | زینت‌سادات             | شهلا ناظریان    |
| رقیه چهره‌آزاد    | مادر                  | بدری نوراللهی   |
| اکبر مشکین       | داروخانه‌چی            | احمد رسول‌زاده   |
| سعید امیرسلیمانی | مرد عزادار            | حسن عباسی       |
| محمود بصیری      | اغذیه فروش داخل سینما | پرویز ربیعی     |
| مینو ابریشمی     | بلیط‌فروش سینما        |                 |

## عوامل
- نویسنده و کارگردان: علی حاتمی
- تهیه‌کننده: علی عباسی
- مدیر فیلمبرداری: هوشنگ بهارلو
- تدوین: موسی افشار
- طراح صحنه و لباس: علی حاتمی
- سرپرست گویندگان: ناصر طهماسب
- طراح چهره‌پردازی: اتللو فاوا، ایرج صفدری
- (طراح اولیه چهره پردازی: جلال الدین معیریان)
- عکاس: جعفر اکبری

## تولید
مهر ۱۳۵۵: آغاز فیلمبرداری

## موسیقی
در این فیلم بخشی از موسیقی الا ای پیر فرزانه (حافظ) که توسط حسین علیزاده ساخته و با صدای پریسا در جشن هنر شیراز اجرا شده بود، استفاده شده است.